# Nikolaikirche (Spitzkunnersdorf)

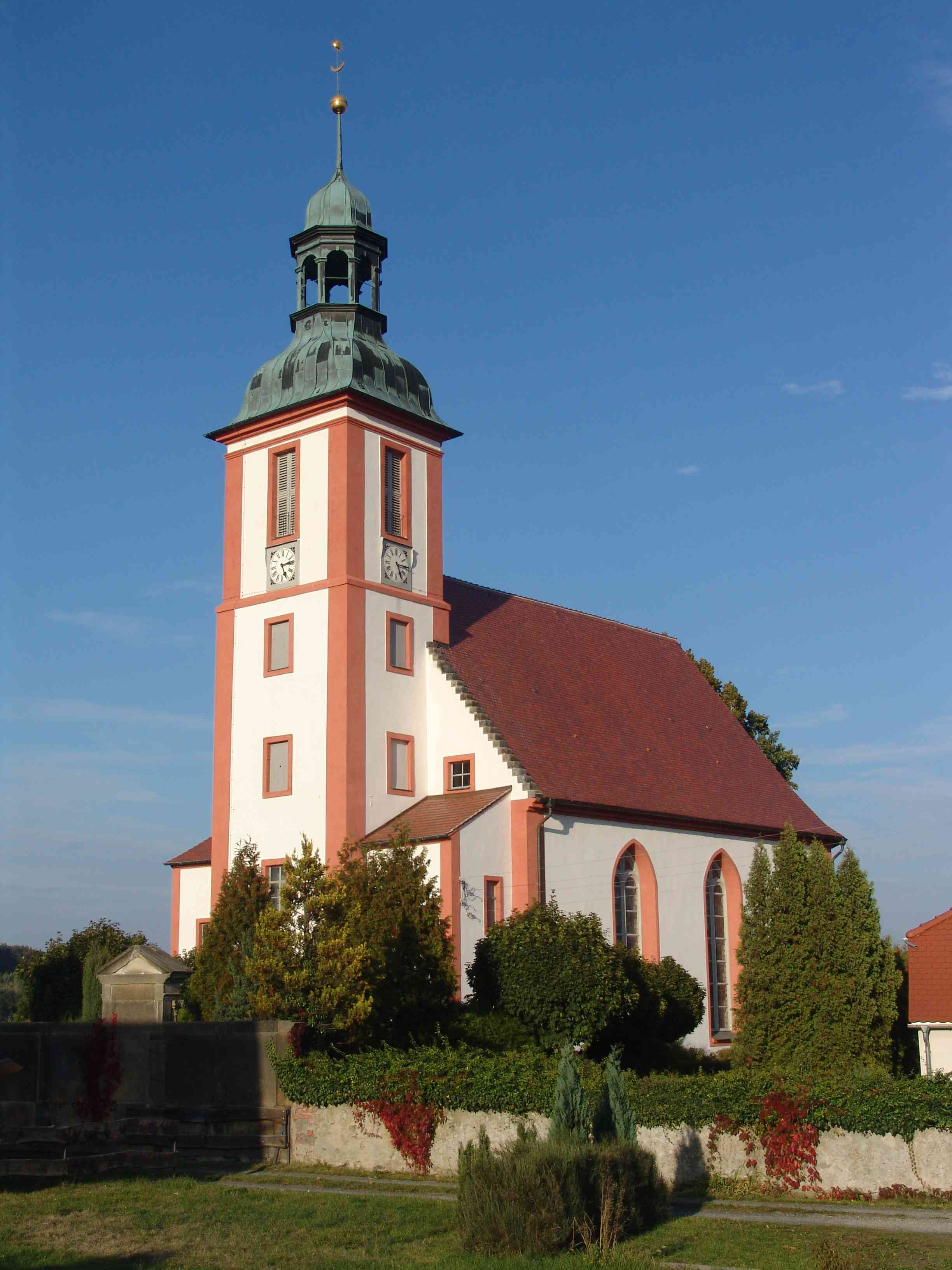
Die Nikolaikirche in Spitzkunnersdorf

Die Nikolaikirche ist die evangelisch-lutherische Dorfkirche von Spitzkunnersdorf, einem Ortsteil von Leutersdorf (Landkreis Görlitz) in der Oberlausitz. Sie steht an der Hauptstraße von Spitzkunnersdorf. Die Kirchgemeinde gehört zur Evangelisch-Lutherischen Landeskirche in Sachsen.

## Geschichte
Bereits um 1372 stand eine Kirche an diesem Ort, die schon seit 1350 zum Dekanat Zittau gehörte. Diese erste Kirche wurde 1501 durch einen zweiten Kirchenbau ersetzt. Die heutige Kirche wurde 1712 bis 1716 über dem abgebrochenen Vorgängerbau errichtet und am 18. Oktober 1716 geweiht. Der Turm wurde 1724 an der Stelle eines 1691 erbauten aufgeführt. Die Kirche ist die zweite und kleinste der von Otto Ludwig von Kanitz erbauten Kirchen.
In der zweiten Hälfte des 19. Jahrhunderts erfuhr die Nikolaikirche zahlreiche Erneuerungen und Umbauten. In den Jahren 1868 und 1884 wurde das Kirchendach umgedeckt, Dach und Holzwerk des Turmes wurden erneuert. Bei einem Umbau 1890 entstanden zu beiden Seiten des Turmes Treppenaufgänge, die zu den Emporen führen.

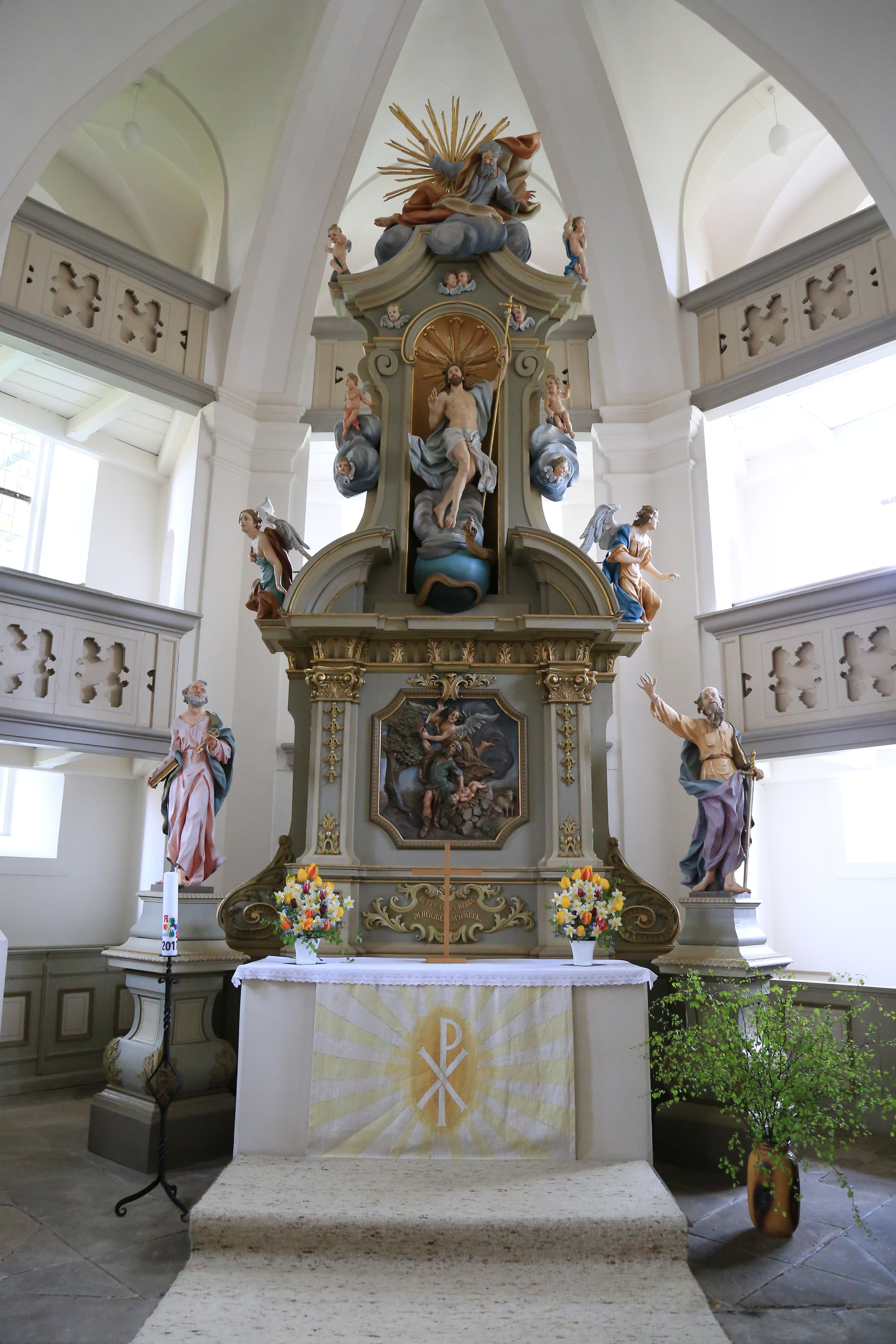
Innenansicht

## Baubeschreibung
Bis auf den dreiseitigen Chorabschluss entspricht die Nikolaikirche genau dem Schema der Hainewalder Kirche. Auch die Anordnung von Kanzel und Patronatsloge stimmen mit der in Hainewalde überein. Der Innenraum der nachgotischen Kirche ist mit einem hohen Kreuzgewölbe und eingezogenen Strebepfeilern ausgestaltet und besitzt eine umlaufende zweigeschossige Empore. Die Kirche bietet Platz für 650 Besucher.

## Ausstattung
Der Altar, die Kanzel und die Patronatsloge stammen aus der Zeit des Kirchenbaus. Sie wurden 1890 ausgebessert und übermalt.
Der barocke Hochaltar ist ein Werk des böhmischen Bildhauers Franz Biener (1681–1742) aus Gabel. Er schuf die Figuren des auferstandenen Christus in der oberen Altarmitte sowie des Apostels Petrus und des Apostels Paulus zu beiden Seiten.
Die Kanzel besteht aus einem achteckigen, floral dekorierten Kanzelkorb, der Schalldeckel zeigt eine von Engeln besetzte Muschel. Die Kanzel ist ein Werk des Zittauer Holzschnitzers Gottfried Jeche.
Die Herrschaftsloge ist mit Schnitzwerk, ebenfalls von Gottfried Jeche stammend, verziert und zeigt die Wappen der Adelsfamilien von Kanitz und von Kyaw.
Der Taufstein aus Terrakotta der seit 1895 in dieser Kirche stand, ist seit den 1960er Jahren verschollen.

## Orgel
Im Jahr 1890 wurde die ursprüngliche Orgelempore beseitigt und eine große Orgeltribüne gebaut. Das heutige Instrument besitzt einen Freipfeifenprospekt aus dem Jahr 1936 und verfügt über 28 Register auf zwei Manualen und Pedal.

## Geläut
Das Geläut besteht aus zwei Eisenhartgussglocken und einer Bronzeglocke. Der Glockenstuhl besteht aus einer Holzkonstruktion.
Im Folgenden eine Datenübersicht des Geläutes:
| Nr. | Gussdatum | Gießer                                 | Durchmesser   | Masse   | Material | Schlagton |
| --- | --------- | -------------------------------------- | ------------- | ------- | -------- | --------- |
| 1   | 1947      | Glockengießerei Schilling & Lattermann | Eisenhartguss | 1350 mm | 1150 kg  | fis′      |
| 2   | 1857      | Glockengießerei E.F. Gruhl             | Bronze        | 827 mm  | 280 kg   | b′        |
| 3   | 1947      | Glockengießerei Schilling & Lattermann | Eisenhartguss | 875 mm  | 289 kg   | cis″      |